# Phthiria pulicaria
Phthiria pulicaria är en tvåvingeart som först beskrevs av Mikan 1796.  Phthiria pulicaria ingår i släktet Phthiria, och familjen svävflugor. Enligt den finländska rödlistan är arten nära hotad i Finland. Arten är reproducerande i Sverige. Artens livsmiljö är torra gräsmarker.

## Bildgalleri

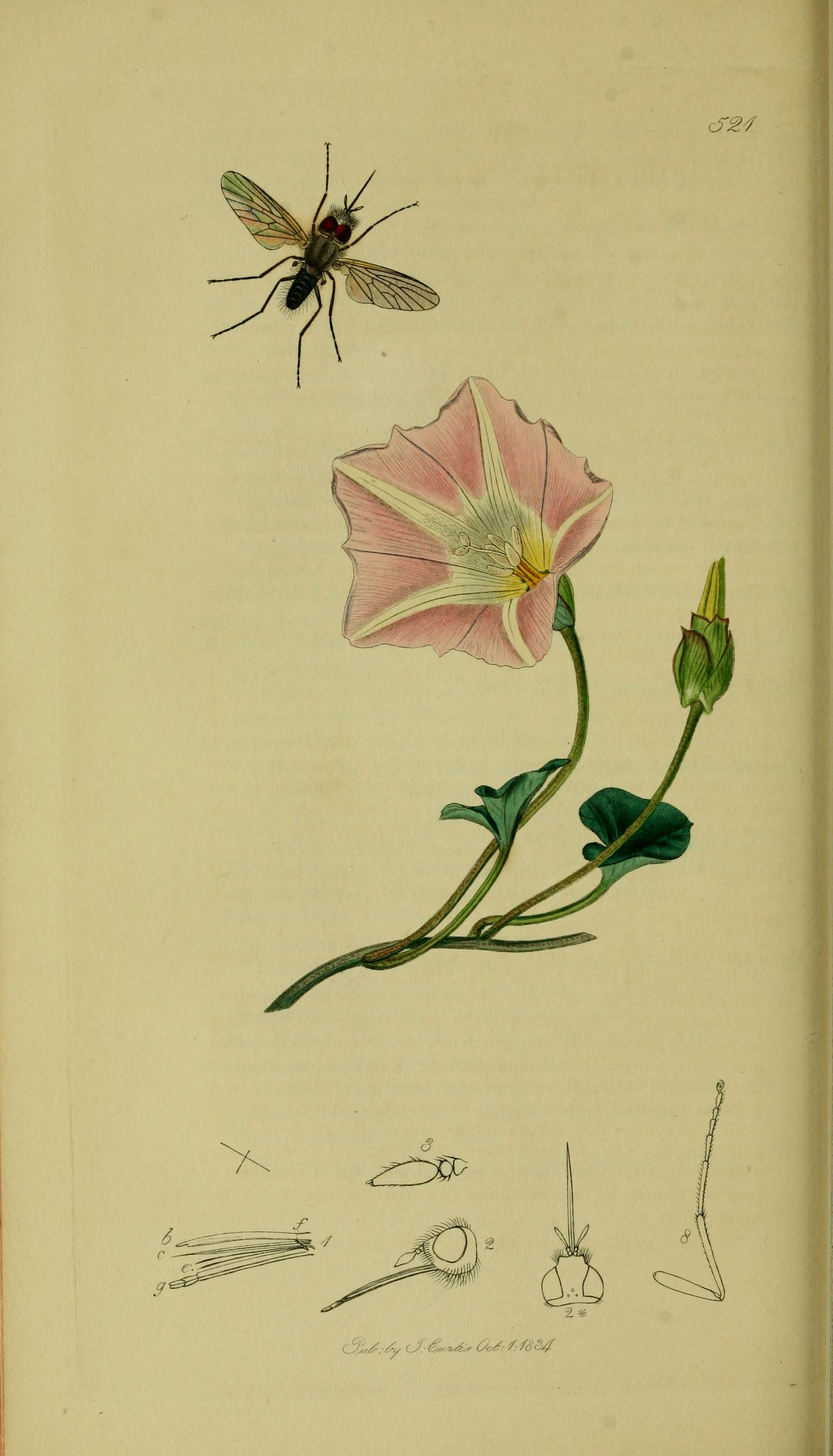